# Бочкарьовка (Новосибірська область)
Бочкарьовка (рос. Бочкарёвка) — присілок у Киштовському районі Новосибірської області Російської Федерації.
Входить до складу муніципального утворення Колбасінська сільрада. Населення становить 112 осіб (2010).

## Історія
Згідно із законом від 2 червня 2004 року органом місцевого самоврядування є Колбасінська сільрада.

## Населення
| 2002 | 2007 | 2010 |
| ---- | ---- | ---- |
| 283  | ↘186 | ↘112 |